# Santa Maria Rossa
Santa Maria Rossa è una frazione del comune di Perugia, con 371 abitanti.
Il paese si trova al confine con San Martino in Campo, di cui costituisce l'estensione verso sud-est, in direzione del territorio di Deruta e di San Nicolò di Celle. Esso si sviluppa principalmente lungo la strada provinciale 375 (che porta sino a Marsciano), costituendone l'estremità settentrionale. Il territorio è strettamente pianeggiante (175 m s.l.m.), adagiato lungo la valle solcata dal fiume Tevere.
Il monumento principale del paese è la chiesa parrocchiale di Santa Maria Assunta con l'annesso edificio, di apparente aspetto cinquecentesco, costruito in mattoni rossi.
La principale attività economica è costituita dall'agricoltura, con coltivazioni estese di tabacco, barbabietola e meloni